# Дебора (имя)
Дебо́ра, Дево́ра, Деворра (ивр. «пчела») — женское имя еврейского происхождения. Уменьшительная форма — Дебби.
В США в 1950-70-х входило в двадцатку наиболее популярных женских имен. По данным переписи 2007 года в США скатилось до 780-го места. В Российской империи использовалось среди иудеев, а также деятелей монашества и старообрядчества.

## Именины
День памяти святых праотцов (см.), куда входит библейская Девора, приходится на 15 (28) декабря.

## В Библии
- Девора — одна из Судей израилевых
- Дебора (Бытие) — няня Ревекки (Быт. 24:59; 35:8)

## В России
- Деворра (Нарышкина)
- Пантофель-Нечецкая, Дебора Яковлевна — оперная певица
- Фарбер, Дебора Ароновна — нейрофизиолог

## Производные фамилии
- Дворкин
- Двоскин
- Деборин
- Дворкович